# Хејли Бибер
Хејли Роуд Бибер (енгл. Hailey Rhode Bieber; Тусон, 22. новембар 1996) америчка је манекенка и инфлуенсерка. Радила је рекламе за познате брендове, као што су Guess, Ralph Lauren и Tommy Hilfiger.

## Биографија
Рођена је 22. новембра 1996. године у Тусону. Ћерка је глумица Стивена Болдвина и графичарке Кенје Деодато Болдвин. Деда по мајци јој је познати бразилски музичар Еумир Деодато. Као дете је образована код куће, док је као тинејџерка тренирала балет у Њујорку. Име је добила по Халејевој комети.
Године 2018. била је повезивана с Шоном Мендесом, а први пут су се заједно појавили у јавности тог маја на Мет Гали. Од децембра 2015. до јануара 2016. излазила је с Џастином Бибером, пре него су се разишли, а затим помирили у јуну 2018. године. Верили су се у јулу 2018, а потом у новембру исте године објавили да су се венчали. Другу церемонију венчања одржали су 30. септембра 2019. у Јужној Каролини.

## Филмографија
| Година     | Назив | Улога            | Напомене                 |
| ---------- | ----- | ---------------- | ------------------------ |
| 2005.      |       | себе             | документарни филм        |
| 2009.      |       | себе             | епизода: „Алек Болдвин/” |
| 2015.      |       | себе             | документарни филм        |
| 2017—2019. |       | себе (водитељка) | ТВ емисија               |
| 2018.      |       | себе (водитељка) | специјал                 |
| 2021.      |       | себе             | ТВ серија; камео         |

### Музички спотови
| Година | Назив | Извођач                       | Улога     | Реф.   |
| ------ | ----- | ----------------------------- | --------- | ------ |
| 2011.  |       | Коди Симпсон                  | симпатија | [ 14 ] |
| 2016.  |       | Батист Ђабикони               | девојка   | [ 15 ] |
| 2019.  |       | и Џастин Бибер                | себе      | [ 16 ] |
| 2020.  |       | Аријана Гранде и Џастин Бибер | себе      | [ 17 ] |
| 2020.  |       | DJ Khaled, Дрејк и Џастин Бибер        | себе      | [ 18 ] |